# Maedeli la brèche
Maedeli la brèche è un cortometraggio del genere drammatico del 1980 scritto e diretto da Jaco Van Dormael, interpretato da Nico d'Oreye, Julie Dubart, Colette Forton, Marie-José Mgank e Jean-François Dufranne. Il film fu girato in Belgio nel 1980 in formato Super 35 millimetri. La musica per il film fu composta da Pierre Van Dormael, il fratello del regista. Jaco Van Dormael scrisse il film mentre frequentava l'INSAS di Bruxelles. Raccontato in forma di flashback che parte da una vecchia fotografia ingiallita, il cortometraggio mette in scena il percorso iniziatico di due bambini: Mathieu che, affidato a una parente, scopre la bellezza della vita in campagna, e Maedeli, una ragazzina che sogna di diventare maschio.

## Riconoscimenti
Il 7 giugno 1981, Maedeli la brèche vinse il premio onorario per il miglior cortometraggio straniero alla 8ª edizione degli Student Academy Awards stabiliti dall'Academy of Motion Picture Arts and Sciences. Il film è stato premiato miglior sceneggiatura e miglior cortometraggio al Festival di Bruxelles del 1981. Ha ricevuto il Channel 4 Award al Festival di Monaco del 1983. Nel 2011, è stato riproposto al Sottodiciotto Filmfestival di Torino nella retrospettiva dedicata a Jaco Van Dormael.